# Джо Пантоліано
Джо Пантоліа́но (англ. Joe Pantoliano, повне ім'я Джозеф Пітер «Джо» Пантоліано (англ. Joseph Peter «Joe» Pantoliano), нар. 12 вересня 1954)  — американський кіноактор, продюсер, режисер та сценарист, володар премії Еммі у номінації «Найкращий актор другого плану в драматичному телесеріалі» (англ. Supporting Actor in a Drama Series) за серіал Клан Сопрано. Знаний за ролями аморальних і брехливих героїв  — Сайфера у фільмі Матриця, Теді Геймла (англ. Teddy Gammell) у фільмі Пам'ятай. Зіграв у понад 100 фільмах та телевізійних серіалах.

## Біографія
Джо Пантоліано народився у місті Гобокен, штат Нью-Джерсі, США у звичайній сім'ї італійського походження. Його батько  — Домінік «Монах» Пантоліано (англ. Dominic "Monk" Pantoliano), водій катафалка та майстер на заводі, мати — Мері Пантоліано (англ. Mary Pantoliano), працювала швачкою та букмекером неповний робочий день.

### Кар'єра
Свою першу професійну роль Джо Пантоліано отримав 1972 року, коли зіграв роль Біллі Біббіта (англ. Billy Bibbit) у національному турне на підтримку фільму Пролітаючи над гніздом зозулі. Вперше став відомим завдяки ролі Ґвідо, вбивці сутенера (англ. Guido the Killer Pimp) у фільмі Ризикований бізнес, його слава продовжувала зростати завдяки фільму Бовдури (1985), де він зіграв лиходія Френсіса Фрателлі (англ. Francis Fratelli). Став знаменитим завдяки виконанню ролі Сайфера у фільмі Матриця (1999). 2003 року отримав премію Еммі за роль Ральфа Сіфаретто (англ. Ralph Cifaretto) у серіалі Клан Сопрано.

### Особисте життя
Джо Пантоліано одружений з Ненсі Шеппард (англ. Nancy Sheppard) з 1994 року, у пари є троє дітей. Сім'я живе у Лос-Анджелесі із двома доньками  — Даніеллою та Мелоді. З 1979 до 1985 року був одружений з Морган Кестер (англ. Morgan Kester, зараз розлучені), у цьому шлюбі має 1 дитину. Його син Марко Пантоліано живе окремо у Сієтлі. У Джо важка форма дислексії.

## Фільмографія
|                  | Іти працювати мені дуже нагадує школу. Ти йдеш і у тебе є своє коло друзів. Ти ідеш у їдальню з усіма. Якщо ти можеш це робити, то це найкраща робота у світі |
| — Джо Пантоліано | |

| Рік  | Назва українською                        | Оригінальна назва                                  | Персонаж                                                                    |
| ---- | ---------------------------------------- | -------------------------------------------------- | --------------------------------------------------------------------------- |
| 1972 | M*A*S*H (телесеріал)                     | M*A*S*H                                            | капрал Джеральд Маллен / Джош Левін (англ. Cpl. Gerald Mullen / Josh Levin) |
| 1974 | Дорога                                   | Road Movie                                         | грабіжник (англ. Mugger)                                                    |
| 1977 | Група МакНамари                          | McNamara's Band                                    | Френкі Мілано (англ. Frankie Milano)                                        |
| 1978 | Вільна країна (серіал)                   | Free Country                                       | Луїс Пеші (англ. Louis Peschi)                                              |
| 1978 | Більше ніж друзі                         | More Than Friends                                  | Ральф (англ. Ralph)                                                         |
| 1978 | Від сьогодні і довіку (мінісеріал)       | From Here to Eternity                              | рядовий Анджело Маджіо (англ. Pvt. Angelo Maggio)                           |
| 1979 | Подружжя Харт (серіал, 1979—1984)        | Hart to Hart                                       | Френк Тісдейл (англ. Frank Tisdale)                                         |
| 1979 | Eischied (серіал, 1979—1980)             | Eischied                                           | хлопець (англ. Boy)                                                         |
| 1979 | Мисливець Джон (серіал, 1979—1986)       | Trapper John, M.D                                  | Майкл Мерров (англ. Michael Merrow)                                         |
| 1980 | Творець кумирів                          | The Idolmaker                                      | Джіно Пілато (англ. Gino Pilato)                                            |
| 1980 | Алькатрас: вся шокуюча історія           | Alcatraz: The Whole Shocking Story                 | Рей Ніл (англ. Ray Neal)                                                    |
| 1981 | Блюз Хілл-Стріт (серіал, 1981—1987)      | Hill Street Blues                                  | Сонні Орсіні (англ. Sonny Orsini)                                           |
| 1981 | Саймон і Саймон (серіал, 1981—1989)      | Simon & Simon                                      | Карл (англ. Carl)                                                           |
| 1982 | Чиказька історія (серіал)                | Chicago Story                                      | Куні (англ. Cooney)                                                         |
| 1982 | Монсеньор                                | Monsignor                                          | рядовий Муссо (англ. Private Musso)                                         |
| 1983 | Ризикований бізнес                       | Risky Business                                     | Ґвідо (англ. Guido)                                                         |
| 1983 | Гардкасл і МакКормік (серіал, 1983—1986) | Hardcastle and McCormick                           | Тедді Голлінс (англ. Teddy Hollins)                                         |
| 1983 | Едді і «Мандрівники»                     | Eddie and the Cruisers                             | Док Роббінс (англ. Doc Robbins)                                             |
| 1983 | Автостоппер (1983—1991)                  | The Hitchhiker                                     | брат Чарльз (англ. Brother Charles)                                         |
| 1983 | Остаточний терор                         | The Final Terror                                   | Еґґар (англ. Eggar)                                                         |
| 1984 | Містер Робертс                           | Mister Roberts                                     | Інсіґна (англ. Insigna)                                                     |
| 1985 | Роберт Кеннеді і його час (мінісеріал)   | Robert Kennedy & His Times                         | Рой Кон (англ. Roy Cohn)                                                    |
| 1985 | Поганий сезон                            | The Mean Season                                    | Енді Портер (англ. Andy Porter)                                             |
| 1985 | Бовдури                                  | The Goonies                                        | Френсіс Фрателлі (англ. Francis Fratelli)                                   |
| 1985 | Неймовірні історії (серіал, 1985—1987)   | Amazing Stories                                    | Джо (англ. Joe)                                                             |
| 1986 | Біжи неоглядаючись                       | Running Scared                                     | Снейк (англ. Snake)                                                         |
| 1986 | Закон Лос-Анджелесу                      | L.A. Law                                           | Роб Кавано (англ. Rob Cavanaugh)                                            |
| 1990 | Останній з найкращих                     | The Last of the Finest                             | Вейн Гросс                                                                  |
| 1991 | Зендалі                                  | Zandalee                                           | Геррі                                                                       |
| 1995 | Безсмертні                               | The Immortals                                      | Піт Таннелл                                                                 |
| 1996 | Зв'язок                                  | Bound                                              | Цезар                                                                       |
| 1997 | Вершина світу                            | Top of the World                                   | Вінс Кастор                                                                 |
| 1999 | Матриця                                  | The Matrix                                         | Сайфер (англ. Cypher)                                                       |
| 2000 | Пам'ятай                                 | Memento                                            | Тедді Геммелл (англ. Teddy Gammell)                                         |
| 2006 | Полотно                                  | Canvas                                             | Джон Маріно (англ. John Marino)                                             |
| 2006 | 5 невідомих                              | Unknown                                            | зв'язкова людина (англ. Bound Man)                                          |
| 2006 | Обман                                    | Deceit                                             | Ентоні (англ. Anthony)                                                      |
| 2006 | Весільний подив                          | Wedding Daze                                       | Смітті (англ. Smitty)                                                       |
| 2006 | Санінспектор                             | Larry the Cable Guy: Health Inspector              | майор М. Т. Ґанн (англ. Mayor M.T. Gunn)                                    |
| 2009 | Падіння вгору                            | Falling Up                                         | Джордж (англ. George)                                                       |
| 2009 | Контракт                                 | The Job                                            | Перріман (англ. Perriman)                                                   |
| 2010 | Як добитися успіху в Америці (серіал)    | How to Make It in America                          | Фелікс (англ. Felix)                                                        |
| 2010 | Легенда про секретний прохід             | The Legend of Secret Pass                          | Чакста (англ. Chucksta, озвучення)                                          |
| 2010 | Персі Джексон та Викрадач блискавок      | Percy Jackson & the Olympians: The Lightning Thief | Ґейб Уґліано, вітчим Персі (англ. Gabe Ugliano, Percy's stepfather)         |
| 2010 | Коти і собаки: помста Кітті Ґеллор       | Cats & Dogs: The Revenge of Kitty Galore           | Пік (англ. Peek, озвучення)                                                 |
| 2011 | Джеремі Фінк і сенс життя                | Jeremy Fink and the Meaning of Life                | Освальд (англ. Oswald)                                                      |
| 2017 | Усе тільки починається                   | Just Getting Started                               | Джой (англ. Joey)                                                           |
| 2020 | Погані хлопці назавжди                   | Bad Boys for Life                                  | Конрад Говард (англ. Conrad Howard)                                         |
| 2024 | Погані хлопці: Все або нічого            | Bad Boys for Life                                  | Конрад Говард (англ. Conrad Howard)                                         |
| 2025 | Останні з нас                            | The Last of Us                                     | Юджин Лінден (англ. Eugene Lynden)                                          |

### Нагороди
| Рік  | Премія                                                  | Результат | Нагорода                   | Категорія/Одержувач                                                                |
| ---- | ------------------------------------------------------- | --------- | -------------------------- | ---------------------------------------------------------------------------------- |
| 1997 | Viewers for Quality Television Awards                   | Номінація | Q Award                    | Найкращий актор другого плану у Quality Drama Series (за «EZ Streets», 1996)       |
| 1997 | Academy of Science Fiction, Fantasy & Horror Films, USA | Номінація | Saturn Award               | Найкращий актор другого плану (за «Зв'язок», 1996)                                 |
| 2002 | Screen Actors Guild Awards                              | Номінація | Actor                      | Видатне виконання ансамблем у драматичному серіалі (за «The Sopranos», 1999)       |
| 2003 | Screen Actors Guild Awards                              | Номінація | Actor                      | Видатне виконання ансамблем у драматичному серіалі (за "The Sopranos ", 1999)      |
| 2003 | Emmy Awards                                             | Перемога  | Emmy                       | Найкращий актор другого плану в драматичному телесеріалі (за «The Sopranos», 1999) |
| 2004 | Garden State Film Festival                              | Перемога  | Lifetime Achievement Award | За гру                                                                             |
| 2006 | Ft. Lauderdale International Film Festival              | Перемога  | Jury Award                 | Найкраща драматична гра (за «Canvas»,2006)                                         |